# Blaukopfrötel
Der Blaukopfrötel (Monticola cinclorhyncha, Syn.: Monticola cinclorhynchus), zuweilen auch als Bergrötel oder Himalayarötel bezeichnet, ist ein Vogel aus der Familie der Fliegenschnäpper (Muscapidae), der äußerlich einer Drossel ähnelt.

## Merkmale
Der Blaukopfrötel erreicht eine Körperlänge von ca. 19 Zentimetern und ein Gewicht von 29 bis 41 Gramm. Zwischen den Geschlechtern besteht ein starker Sexualdimorphismus. Bei den Männchen ist der Kopf hellblau bis kräftig blau gefärbt und mit einer schwarzen Maske versehen, die sich über Hals und Rücken fortsetzt. Der Bürzel ist orangefarben. Die Flügeldecken sind schwarz und zeigen einige Bereiche mit blauen sowie weißen Federn, die Steuerfedern sind schwarzblau. Die Unterseite der Vögel ist orangefarben. Weibchen haben eine einfarbige hellbraune bis graubraune Oberseite und ebenso gefärbte Flügel. Die Unterseite zeigt ein braun/cremefarbenes Schuppenmuster.

## Ähnliche Arten
Die Männchen des Blaukopfrötels sind aufgrund ihrer Gefiederfärbung unverwechselbar. Die Weibchen hingegen ähneln den Weibchen des Kastanienbauchrötels (Monticola rufiventris). Diese unterscheiden sich durch eine helle sichelförmige Gefiederaufhellung hinter dem Ohr.

## Verbreitung und Lebensraum
Blaukopfrötel kommen südlich des Himalaya in Afghanistan, Bhutan, Myanmar, Nepal und Pakistan vor. Die Wintermonate verbringen sie überwiegend in den Westghats und Ostghats. Ihre bevorzugten Lebensräume sind lichte Wälder sowie Fels- und Gebüschlandschaften. Sie sind meist in Höhenlagen zwischen 900 und 2000 Metern anzutreffen.

## Lebensweise
Blaukopfrötel suchen am Boden oder in niedriger Vegetation nach Nahrung. Ihre Nester legen sie vorherrschend in hügeligen Gebieten, insbesondere offenen, trockenen Wäldern sowie an felsigen Hängen an. Im Winter ziehen sie in Gruppen, gern gemeinsam mit anderen Arten, in den Süden Indiens.

## Bestand und Gefährdung
Die Blaukopfrötel bilden in ihren Vorkommensgebieten stabile Populationen und werden von der Weltnaturschutzorganisation IUCN als „least concern = nicht gefährdet“ geführt.